# Boom Clap

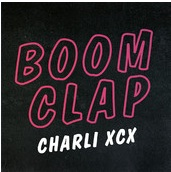
Hoes van de single "Boom Clap" door Charli XCX

"Boom Clap" is een nummer van de Engelse zangeres Charli XCX. Het nummer kwam uit op 15 juni 2014 en staat op de soundtrackalbum van de film The Fault in Our Stars en haar tweede studioalbum Sucker. "Boom Clap" is geschreven door Aitichison, Berger en Gräslund. In de Engelse hitlijsten behaalde het nummer de zesde plaats.
De muziekvideo werd uitgebracht op 2 juni 2014 en is geregisseerd door Sing J. Lee. De opnames vonden plaats in Amsterdam.

## Tracklijst
| Nr. | Titel     | Duur  |
| --- | --------- | ----- |
| 1.  | Boom Clap | 02:49 |

| Nr. | Titel                       | Duur  |
| --- | --------------------------- | ----- |
| 1.  | Boom Clap (Aeroplane remix) | 05:14 |
| 2.  | Boom Clap (ASTR remix)      | 03:19 |
| 3.  | Boom Clap (Surkin remix)    | 03:40 |
| 4.  | Boom Clap (Elk Road remix)  | 03:40 |
| 5.  | Boom Clap (Cahill remix)    | 05:28 |

| Nr. | Titel                       | Duur  |
| --- | --------------------------- | ----- |
| 1.  | Boom Clap                   | 02:50 |
| 2.  | Boom Clap (Aeroplane remix) | 05:15 |

## Hitnoteringen

### Nederlandse Top 40
| Hitnotering: 09-08-2014 t/m 08-11-2014 | Hitnotering: 09-08-2014 t/m 08-11-2014 | Hitnotering: 09-08-2014 t/m 08-11-2014 | Hitnotering: 09-08-2014 t/m 08-11-2014 | Hitnotering: 09-08-2014 t/m 08-11-2014 | Hitnotering: 09-08-2014 t/m 08-11-2014 | Hitnotering: 09-08-2014 t/m 08-11-2014 | Hitnotering: 09-08-2014 t/m 08-11-2014 | Hitnotering: 09-08-2014 t/m 08-11-2014 | Hitnotering: 09-08-2014 t/m 08-11-2014 | Hitnotering: 09-08-2014 t/m 08-11-2014 | Hitnotering: 09-08-2014 t/m 08-11-2014 | Hitnotering: 09-08-2014 t/m 08-11-2014 | Hitnotering: 09-08-2014 t/m 08-11-2014 | Hitnotering: 09-08-2014 t/m 08-11-2014 | Hitnotering: 09-08-2014 t/m 08-11-2014 |
| Week:                                  | 1                                      | 2                                      | 3                                      | 4                                      | 5                                      | 6                                      | 7                                      | 8                                      | 9                                      | 10                                     | 11                                     | 12                                     | 13                                     | 14                                     |                                        |
| -------------------------------------- | -------------------------------------- | -------------------------------------- | -------------------------------------- | -------------------------------------- | -------------------------------------- | -------------------------------------- | -------------------------------------- | -------------------------------------- | -------------------------------------- | -------------------------------------- | -------------------------------------- | -------------------------------------- | -------------------------------------- | -------------------------------------- | -------------------------------------- |
| Positie:                               | 36                                     | 27                                     | 24                                     | 20                                     | 19                                     | 16                                     | 21                                     | 24                                     | 24                                     | 25                                     | 25                                     | 32                                     | 32                                     | 38                                     | uit                                    |

### NederlandseSingle Top 100
| Hitnotering: 26-07-2014 t/m 22-11-2014 | Hitnotering: 26-07-2014 t/m 22-11-2014 | Hitnotering: 26-07-2014 t/m 22-11-2014 | Hitnotering: 26-07-2014 t/m 22-11-2014 | Hitnotering: 26-07-2014 t/m 22-11-2014 | Hitnotering: 26-07-2014 t/m 22-11-2014 | Hitnotering: 26-07-2014 t/m 22-11-2014 | Hitnotering: 26-07-2014 t/m 22-11-2014 | Hitnotering: 26-07-2014 t/m 22-11-2014 | Hitnotering: 26-07-2014 t/m 22-11-2014 | Hitnotering: 26-07-2014 t/m 22-11-2014 | Hitnotering: 26-07-2014 t/m 22-11-2014 | Hitnotering: 26-07-2014 t/m 22-11-2014 | Hitnotering: 26-07-2014 t/m 22-11-2014 | Hitnotering: 26-07-2014 t/m 22-11-2014 | Hitnotering: 26-07-2014 t/m 22-11-2014 | Hitnotering: 26-07-2014 t/m 22-11-2014 | Hitnotering: 26-07-2014 t/m 22-11-2014 | Hitnotering: 26-07-2014 t/m 22-11-2014 | Hitnotering: 26-07-2014 t/m 22-11-2014 | Hitnotering: 26-07-2014 t/m 22-11-2014 |
| Week:                                  | 1                                      | 2                                      | 3                                      | 4                                      | 5                                      | 6                                      | 7                                      | 8                                      | 9                                      | 10                                     | 11                                     | 12                                     | 13                                     | 14                                     | 15                                     | 16                                     | 17                                     | 18                                     |                                        |                                        |
| -------------------------------------- | -------------------------------------- | -------------------------------------- | -------------------------------------- | -------------------------------------- | -------------------------------------- | -------------------------------------- | -------------------------------------- | -------------------------------------- | -------------------------------------- | -------------------------------------- | -------------------------------------- | -------------------------------------- | -------------------------------------- | -------------------------------------- | -------------------------------------- | -------------------------------------- | -------------------------------------- | -------------------------------------- | -------------------------------------- | -------------------------------------- |
| Positie:                               | 92                                     | 84                                     | 74                                     | 60                                     | 45                                     | 36                                     | 28                                     | 30                                     | 32                                     | 40                                     | 44                                     | 46                                     | 49                                     | 52                                     | 53                                     | 56                                     | 66                                     | 83                                     | uit                                    |                                        |

## Releasedata
| Land                | Releasedatum     | Formaat        | Label          |
| ------------------- | ---------------- | -------------- | -------------- |
| Ierland             | 18 juli 2014     | muziekdownload | Asylum Records |
| Italië              | 18 juli 2014     | radio          | Warner         |
| Verenigd Koninkrijk | 15 juli 2014     | muziekdownload | Asylum Records |
| Duitsland           | 15 augustus 2014 | cd-single      | Warner         |